# Benjamin Smith (hockey sur glace, 1988)
Pour les articles homonymes, voir Benjamin Smith, Ben Smith et Smith.
Benjamin Alexander Smith, dit Ben Smith, (né le 11 juillet 1988 à Avon, dans l'état du Connecticut aux États-Unis) est un joueur professionnel américain de hockey sur glace évoluant au poste d'ailier droit.

## Carrière de joueur
Il commence en 2006 avec les Boston College dans l'Hockey East. Il est repêché durant le repêchage d'entrée LNH 2008 par les Blackhawks de Chicago à la 169e position. Le 15 avril 2010, il signe son contrat d'entrée dans la LNH pour deux ans avec les Hawks.
Il joue son premier match dans la LNH, le 29 octobre 2010 face aux Oilers et marque son premier but, le 8 avril 2011 face à Jimmy Howard des Red Wings. Après quelques matchs dans la LNH et environ deux saisons dans la LAH, il signe un nouveau contrat de deux ans à deux volets avec les Blackhawks, le 18 juin 2012.
Lors des séries éliminatoires 2013, son équipe et lui gagne la coupe Stanley. Il joue la saison 2013-2014 dans la LNH. Il termine avec 26 points en 75 matchs, dont 14 buts. Durant la saison, il n'a écopé que d'une pénalité (deux minutes). Le 27 juin 2014, il signe un nouveau contrat de deux ans, 3 millions de dollars au total avec les Hawks.
Le 2 mars 2015, il est échangé aux Sharks de San José en retour d'Andrew Desjardins. Il rejoint l'équipe des États-Unis à l'occasion du championnat du monde de hockey sur glace 2015 et remporte la médaille de bronze avec l'équipe.
L'année suivante, Smith est à nouveau échangé et cette fois-ci, aux Maple Leafs de Toronto. Il est envoyé avec Alex Stalock et un choix conditionnel de quatrième ronde au repêchage 2018 et les Sharks reçoivent en échange Jeremy Morin et James Reimer. Bien qu'il ait récolté six points en 16 matchs avec les Maple Leafs, il est placé au ballotage, le 30 mars 2016. N'ayant pas été réclamé, il rejoint les Marlies de Toronto dans la ligue mineure et finit la saison là-bas.
Le 16 août 2016, il signe un contrat d'un an avec l'Avalanche du Colorado. Il ne joue que quatre parties avec l'Avalanche avant de retourner avec les Maple Leafs le 24 octobre via le ballotage.
Le 15 juin 2018, il s'entend avec le Adler Mannheim au championnat d'Allemagne (DEL).

## Statistiques

### En club
| Saison     | Équipe                 | Ligue      |     | Saison régulière | Saison régulière | Saison régulière | Saison régulière | Saison régulière |   | Séries éliminatoires | Séries éliminatoires | Séries éliminatoires | Séries éliminatoires | Séries éliminatoires |
| Saison     | Équipe                 | Ligue      | PJ  | B                | A                | Pts              | Pun              | PJ               | B | A                    | Pts                  | Pun                  |                      |                      |
| 2006-2007  | Boston College         | NCAA       | 42  | 10               | 8                | 18               | 10               | -                | - | -                    | -                    | -                    |                      |                      |
| 2007-2008  | Boston College         | NCAA       | 44  | 25               | 25               | 50               | 12               | -                | - | -                    | -                    | -                    |                      |                      |
| 2008-2009  | Boston College         | NCAA       | 37  | 6                | 11               | 17               | 6                | -                | - | -                    | -                    | -                    |                      |                      |
| 2009-2010  | Boston College         | NCAA       | 42  | 16               | 21               | 37               | 8                | -                | - | -                    | -                    | -                    |                      |                      |
| 2009-2010  | IceHogs de Rockford    | LAH        | -   | -                | -                | -                | -                | 3                | 1 | 0                    | 1                    | 0                    |                      |                      |
| 2010-2011  | IceHogs de Rockford    | LAH        | 63  | 19               | 12               | 31               | 16               | -                | - | -                    | -                    | -                    |                      |                      |
| 2010-2011  | Blackhawks de Chicago  | LNH        | 6   | 1                | 0                | 1                | 0                | 7                | 3 | 0                    | 3                    | 0                    |                      |                      |
| 2011-2012  | IceHogs de Rockford    | LAH        | 38  | 15               | 16               | 31               | 10               | -                | - | -                    | -                    | -                    |                      |                      |
| 2011-2012  | Blackhawks de Chicago  | LNH        | 13  | 2                | 0                | 2                | 0                | -                | - | -                    | -                    | -                    |                      |                      |
| 2012-2013  | IceHogs de Rockford    | LAH        | 54  | 27               | 20               | 47               | 13               | -                | - | -                    | -                    | -                    |                      |                      |
| 2012-2013  | Blackhawks de Chicago  | LNH        | 1   | 1                | 0                | 1                | 0                | 1                | 0 | 0                    | 0                    | 0                    |                      |                      |
| 2013-2014  | Blackhawks de Chicago  | LNH        | 75  | 14               | 12               | 26               | 2                | 19               | 4 | 2                    | 6                    | 2                    |                      |                      |
| 2014-2015  | Blackhawks de Chicago  | LNH        | 60  | 5                | 4                | 9                | 2                | -                | - | -                    | -                    | -                    |                      |                      |
| 2014-2015  | Sharks de San José     | LNH        | 19  | 2                | 3                | 5                | 0                | -                | - | -                    | -                    | -                    |                      |                      |
| 2015-2016  | Sharks de San José     | LNH        | 6   | 0                | 0                | 0                | 0                | -                | - | -                    | -                    | -                    |                      |                      |
| 2015-2016  | Barracuda de San José  | LAH        | 14  | 8                | 2                | 10               | 4                | -                | - | -                    | -                    | -                    |                      |                      |
| 2015-2016  | Maple Leafs de Toronto | LNH        | 16  | 2                | 4                | 6                | 0                | -                | - | -                    | -                    | -                    |                      |                      |
| 2015-2016  | Marlies de Toronto     | LAH        | 5   | 4                | 2                | 6                | 0                | 15               | 2 | 7                    | 9                    | 2                    |                      |                      |
| 2016-2017  | Avalanche du Colorado  | LNH        | 4   | 0                | 0                | 0                | 0                | -                | - | -                    | -                    | -                    |                      |                      |
| 2016-2017  | Maple Leafs de Toronto | LNH        | 36  | 2                | 2                | 4                | 4                | -                | - | -                    | -                    | -                    |                      |                      |
| 2018-2019  | Adler Mannheim         | DEL        | 52  | 11               | 24               | 35               | 6                | 14               | 7 | 7                    | 14                   | 2                    |                      |                      |
| 2019-2020  | Adler Mannheim         | DEL        | 52  | 20               | 25               | 45               | 4                | -                | - | -                    | -                    | -                    |                      |                      |
| 2020-2021  | Rögle BK               | SHL        | 10  | 1                | 3                | 4                | 6                | -                | - | -                    | -                    | -                    |                      |                      |
| 2020-2021  | Adler Mannheim         | DEL        | 33  | 12               | 15               | 27               | 6                | 6                | 2 | 4                    | 6                    | 0                    |                      |                      |
| 2021-2022  | EHC Munich             | DEL        | 44  | 16               | 16               | 32               | 14               | 11               | 5 | 4                    | 9                    | 6                    |                      |                      |
| 2022-2023  | EHC Munich             | DEL        | 43  | 17               | 18               | 35               | 4                | 18               | 5 | 7                    | 12                   | 6                    |                      |                      |
| 2023-2024  | EHC Munich             | DEL        | 39  | 5                | 16               | 21               | 8                | 5                | 0 | 1                    | 1                    | 2                    |                      |                      |
| 2024-2025  | EHC Munich             | DEL        | 12  | 3                | 3                | 6                | 4                | -                | - | -                    | -                    | -                    |                      |                      |
| Totaux LNH | Totaux LNH             | Totaux LNH | 237 | 29               | 25               | 54               | 8                | 27               | 7 | 2                    | 9                    | 2                    |                      |                      |

### En équipe nationale
| Année | Équipe     | Compétition          |    | PJ | B | A | Pts | Pun                |  | Résultat |
| 2015  | États-Unis | Championnat du monde | 10 | 2  | 0 | 2 | 0   | Médaille de bronze |  |          |